# Lastkaj
Lastkaj är en plattform för hantering av gods, med eller utan tak. Den är namngiven i relation till den kaj som används vid lastning och lossning i en hamn.
En liknande plattform för transporter av passagerare till lands kallas på svenska för perrong.